# Coupe d'Arabie saoudite féminine de football
La coupe d'Arabie saoudite féminine de football est un tournoi à élimination directe rassemblant les meilleurs clubs féminins d'Arabie saoudite.

## Palmarès
| Saison    | Vainqueur | Score | Finaliste  |
| --------- | --------- | ----- | ---------- |
| 2023-2024 | Al-Ahli   | 3-2   | Al-Shabab  |
| 2024-2025 | Al-Ahli   | 2-1   | Al-Qadsiah |

| Club       | Titres | Finales |
| ---------- | ------ | ------- |
| Al-Ahli    | 2      | 0       |
| Al-Shabab  | 0      | 1       |
| Al-Qadsiah | 0      | 1       |